# موش کور کیسه‌دار جنوبی
موش کور کیسه‌دار جنوبی (نام علمی: Notoryctes typhlops) نام یک گونه از راسته موش کور کیسه‌دار است.